# Tommy Tallarico
Thomas "Tommy" Andrew Tallarico (Springfield, 18 febbraio 1968) è un compositore statunitense specializzato in colonne sonore di videogiochi.

## Biografia
Nato nel 1968, a Springfield, nel Massachusetts, Tommy Tallarico si diplomò alla Cathedral High School e frequentò per un anno l'Università del New England occidentale. Nel 1991 si trasferì nella California meridionale per lavorare nell'industria dei videogiochi.
Dopo aver trovato un impiego come "playtester" per la Virgin, Tallarico realizzò i suoni della versione per Game Boy di Prince of Persia (1989). Fece lo stesso per il gioco The Terminator (1993). Nel 1994 Tallarico abbandonò la Virgin per lavorare in proprio come compositore di musica per videogiochi e inaugurò i Tommy Tallarico Studios. Collaborò assieme a David Perry a Earthworm Jim (1994) e MDK (1997).
Dal 1997 fino al 2006 Tallarico co-presentò il telegiornale sul mondo dell'intrattenimento EP Daily e il segmento del programma Reviews on the Run.
Nel 2002 co-inaugurò, assieme al compositore Jack Wall, una serie di concerti noti come Video Games Live, durante i quali un'orchestra sinfonica esegue partiture di videogiochi. Oltre a curare l'aspetto scenico, Tallarico prendeva parte a tali spettacoli suonando la chitarra. Nello stesso anno fondò l'organizzazione non-profit Game Audio Network Guild, che tiene annualmente i Game Audio Network Guild Awards. Nel 2005 compose le tracce di Advent Rising, eseguita dal Mormon Tabernacle Choir. Nel 2014 Tallarico co-produsse assieme ad altri l'album di remix di BT Electronic Opus, uscito nel 2015. Nel 2016 co-produsse il concerto Capcom Live! assieme a Shota Nakama.
Nel 2017 acquisì una quota della Intellivision, divenendone il CEO l'anno successivo. Si dimise da tale posizione nel 2022.

## Vita privata
Tallarico è vegano e sostiene l'organizzazione animalista People for the Ethical Treatment of Animals.
Prima di metterla in vendita nel 2024, aveva una lussuosa villa a San Juan Capistrano. Tallarico dichiarò, mentendo, che fosse una delle abitazioni del programma televisivo MTV Cribs.

## Colonne sonore
- 1991 – Batman: Return of the Joker
- 1991 – Another World
- 1992 – Monopoly Deluxe
- 1992 – Global Gladiators
- 1993 – The Terminator
- 1993 – Cool Spot
- 1993 – Super Caesars Palace
- 1993 – RoboCop versus The Terminator
- 1993 – Color a Dinosaur
- 1993 – Super Slap Shot
- 1994 – Race Days
- 1994 – Caesars Palace
- 1994 – Disney's Aladdin
- 1994 – Earthworm Jim: Special Edition
- 1994 – Il libro della giungla
- 1994 – Heart of the Alien
- 1994 – Demolition Man
- 1995 – Madden NFL 96
- 1995 – Spot Goes To Hollywood
- 1995 – Earthworm Jim 2
- 1995 – Jim Lee's WildC.A.T.S: Covert Action Teams
- 1996 – Golden Nugget
- 1996 – Black Dawn
- 1997 – MDK
- 1997 – VMX Racing
- 1997 – Duckman: The Graphic Adventures of a Private Dick
- 1997 – Treasures of the Deep
- 1998 – Wild 9
- 1998 – HardBall 6
- 1998 – WarGames: Defcon 1
- 1998 – Apocalypse
- 1998 – Beavis and Butt-Head Do U.
- 1999 – Ultra Fighters
- 1999 – Redline
- 1999 – Tomorrow Never Dies
- 1999 – Wings of Fury
- 1999 – Unreal Mission Pack I: Return to Na Pali
- 2000 – Messiah
- 2000 – Arthur's Absolutely Fun Day!
- 2001 – Spider-Man
- 2000 – Evil Dead: Hail to the King
- 2001 – Maximo: Ghosts to Glory
- 2001 – Oddworld: Munch's Oddysee
- 2002 – Scooby-Doo! Night of 100 Frights
- 2003 – Devastation
- 2003 – Maximo vs. Army of Zin
- 2003 – SpyHunter 2
- 2004 – The Bard's Tale
- 2004 – Fugitive Hunter: War on Terror
- 2004 – The X-Files: Resist or Serve
- 2005 – Advent Rising
- 2006 – AND 1 Streetball
- 2006 – Snoopy vs. the Red Baron
- 2006 – Pac-Man World Rally
- 2008 – Defendin' De Penguin
- 2009 – Sonic and the Black Knight
- 2010 – Flip's Twisted World

## Televisione
- EP Daily – programma televisivo (1997-2006) co-conduttore